# Le Coup de pistolet
Le Coup de pistolet (en russe : Выстрел ; en orthographe précédant la réforme de 1917-1918 : Выстрѣлъ) est une nouvelle d'Alexandre Pouchkine achevée le 14 octobre 1830 et qui fait partie des Récits de feu Ivan Pétrovitch Bielkine publiés en octobre 1831.
L'écrivain Prosper Mérimée la traduit en français en 1856.

## Résumé
En garnison dans une petite ville, un officier de l'armée impériale russe rencontre Silvio, ancien soldat et tireur exceptionnel. Celui-ci fait forte impression sur lui, jusqu'au jour où il refuse, à la suite d'un affront, de se battre en duel. Silvio explique au narrateur qu'il ne s'agit pas de lâcheté de sa part. Il avait jadis défié un homme qui, parfaitement indifférent à la mort, mangeait des cerises en attendant qu'il tire. Voyant ceci, Silvio avait annoncé qu'il préférait réserver son coup de pistolet pour un moment où son adversaire tiendrait plus à la vie. Depuis ce jour, il attendait le moment propice, sans pouvoir mettre sa propre existence en danger. Peu après cette explication, Silvio disparaît sans laisser de traces.
Quelques années plus tard, le narrateur rend visite à l'un de ses voisins. Les hasards de la conversation l'amènent à parler de Silvio. Le voisin révèle alors qu'il est le fameux adversaire « aux cerises » et que, si Silvio avait disparu de la petite ville de garnison, c'était pour se rendre chez lui. Ayant appris le mariage de son adversaire, Silvio avait en effet jugé venue l'heure de tirer son coup de pistolet.
Le voisin du narrateur conte alors leur duel. Silvio lui offre la possibilité de tirer une nouvelle fois ; il le manque ; Silvio le met alors en joue et, voyant sa peur, se considère comme satisfait ; en sortant, il prouve par un tir exceptionnel qu'il aurait pu le tuer s'il l'avait voulu.
Dans les dernières lignes de la nouvelle, le narrateur révèle la mort héroïque de Silvio, lors de la guerre d'indépendance grecque.

## Autour de la nouvelle
Le Coup de pistolet, notamment le détail des cerises, est très probablement inspiré par l'un des nombreux duels auxquels Pouchkine participa pendant sa jeunesse.
Dans le journal Afro-american du 15 novembre 1936, une version de la nouvelle Le Coup de pistolet fut publiée. Elle était le fruit du travail de trois écrivains ayant des origines africaines, à savoir Pouchkine qui l'avait écrite, Alexandre Dumas qui l'avait traduite du russe en français et Mercer Cook qui avait traduit le texte d'Alexandre Dumas en anglais.

## Adaptations

### Au cinéma
- 1942 : Un colpo di pistola, film italien réalisé par Renato Castellani, avec Assia Noris, Fosco Giachetti et Antonio Centa

### À la télévision
- 1965 : Le Coup de pistolet, téléfilm français réalisé par Willy Holt